# New York Collegium
Il New York Collegium è un ensemble vocale e strumentale statunitense specializzato nell'esecuzione di musica barocca su strumenti musicali  dell'epoca o copie moderne degli stessi.

## Il gruppo
I musicisti del New York Collegium sono il complesso statunitense più noto per l'esecuzione di musiche barocche sia in patria che in tutto il mondo. L'ensemble ha una stagione annuale di concerti a New York e svolge spesso tournée in tutto il mondo ed in Europa in particolare. Viene spesso invitato ai più importanti festival di musica barocca.
Il direttore d'orchestra britannico Andrew Parrott è alla guida dell'ensemble dal 2001.